# مصارعة النوبة
تشير مصارعة النوبة إلى أحد الرياضات التقليدية لقبائل النوبة في جبال النوبة التابعة لولاية جنوب كردفان بجنوب السودان . غالبًا ما تكون مصارعة النوبة مصحوبة ببطولات القتال بالعصا.

## طريقة المصارعة

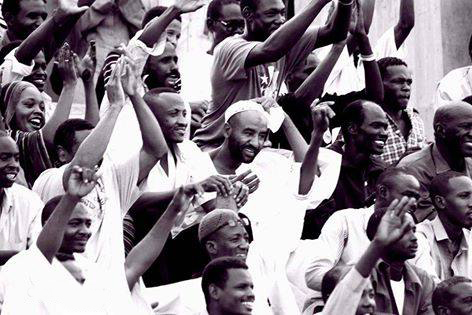
مشجعين سودانيين خلال مباراة للمصارعة

رياضة المصارعة هي رياضة ترفيهية، وتهدف مصارعة النوبة أساساً لإسقاط المنافس أرضًا، نادرًا ما تحدث إصابات خطيرة من هذه الرياضة.بالرغم من استخدامها اللكمات والضربات إلا أنَّه لا يوجد تثبيت أو إخضاع في مصارعة النوبة، تجري هذه المصارعة على أرضية رملية، ويمكن القول عن هذه الرياضة بأنها نظام من المصارعة وقوفاً.
كان المتصارعون تاريخياً يمارسونها عراةً، ولكن أصبحت اليوم تمارس بالقمصان والسراويل القصيرة. فيما يكون القتال بالعصا النوبي يحاكي حركات القتال بالرمح والدرع. إذ يرتدي المقاتلون درعاً صغيراً، لذلك قد تتسبب بإصابات خطيرة.

## التدريب
يشمل التدريب على المصارعة والقتال بالعصا التدرب تحت إشراف أبطال سابقين، وأداء الرقصات الرياضية، وتعلم الأغاني التقليدية، وشرب من الحليب والعسل والسمسم، مع تجنب الخلاعة والبيرة. (وهو ما تحرمه الشريعة الإسلامية السودانية).

## البطولات

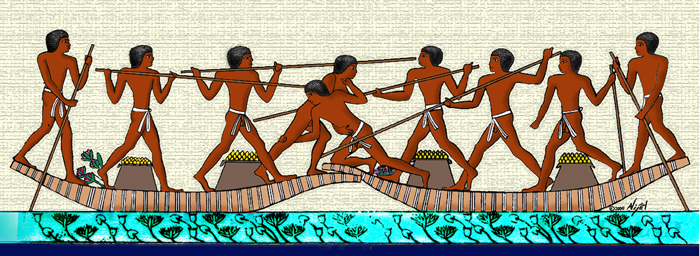
تظهر الصورة على قبر خنوم حتب وهي لمتصارعين نوبيين على قارب، ويرتدون جميعهم أحزمة بيضاء، ويستخدمون العصا الطويلة للتصويب وضرب النقاط الحيوية على أجساد خصومهم.

ترتبط بطولات مصارعة النوبة في المناطق الريفية بمهرجانات الزراعة والحصاد، إذ تهدف في هذه المهرجانات إلى تعزيز هوية القبيلة وإظهار براعة شبانها. (يمثل الشبان قراهم وقبائلهم في مباريات مصارعة النوبة وليس أنفسهم). فيما تكون بطولات القتال بالعصا بعد موسم الحصاد، ويعود ذلك ،نوعًا ما، إلى كونه موسم الحرب عبر التاريخ، ومن ناحية أخرى، لتقديم الشكر على الحصاد الجيد. نظرًا لخطورة القتال بالعصا، يصلي المشاركون قبل المباريات، وقد يرتدي المقاتلون حجاباً أو تمائم للحماية. إذا أصيب أحد المشاركين بجروح خطيرة، فمن المفترض تعويضه هو أوعائلته من قبل القرية أو القبيلة الأخرى، وعادةً ما يكون ذلك بثور أو حيوان آخر أو قيمة مماثلة.
أثناء بطولات المصارعة والقتال بالعصا، تعد الأعياد والموسيقى والرقص ورواية القصص عن الأبطال السابقين جزءًا لا يتجزأ من هذه الممارسة. على الرغم من أن بطولات القتال بالعصا لا تُرى عادةً في المدن المعاصرة (للشرطة نظرة سيئة إلى حشود الشباب المسلحين الذين يتجولون في الشوارع)، إلا أن بطولات المصارعة غالبًا ما يحضرها أشخاص يعيشون في تلك المدن نفسها لمساعدتهم على الاحتفاظ بإحساسهم بالهوية الثقافية.

## معرض صور
يظهر معرض الصور تطور الرياضة عبر التاريخ وبعض من ممارساتها.

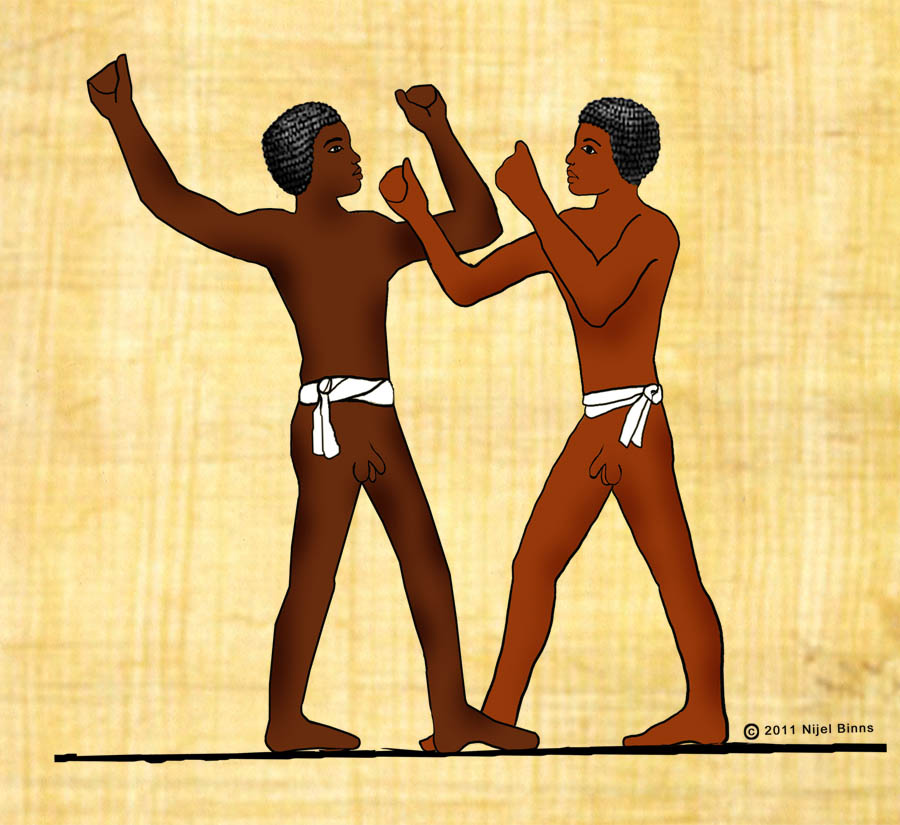
مصارعة النوبة تاريخيا، مصورة في مقبرة خيتي، تظهر عادة ارتداء الأحزمة من تقاليد مصارعة النوبة والفنون القتالية المصرية، الجدار الشرقي، صف 4، شكل 99، بني حسن، مصر.
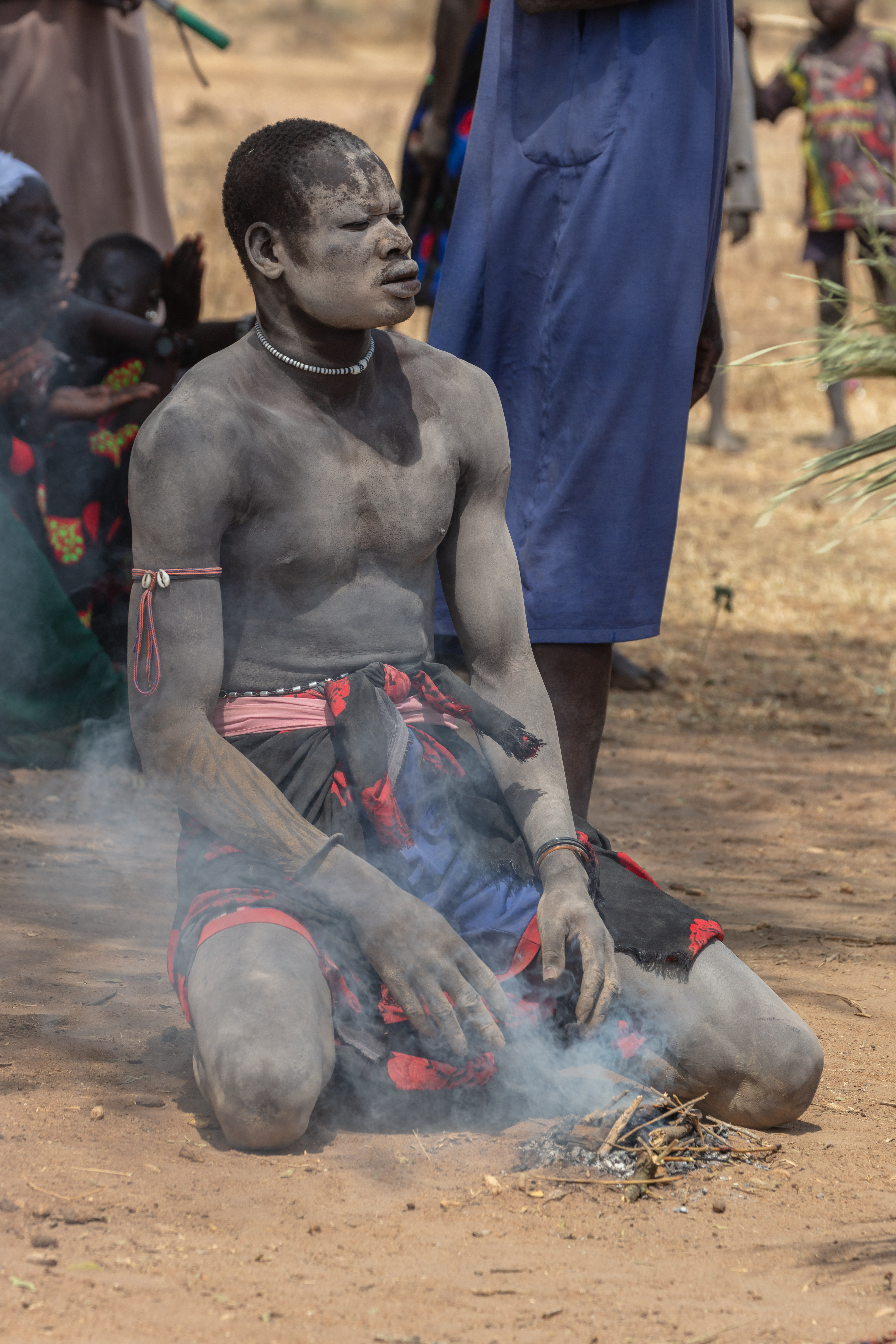
تقاليد تحضير المصارع للقتال في العصور الحديثة
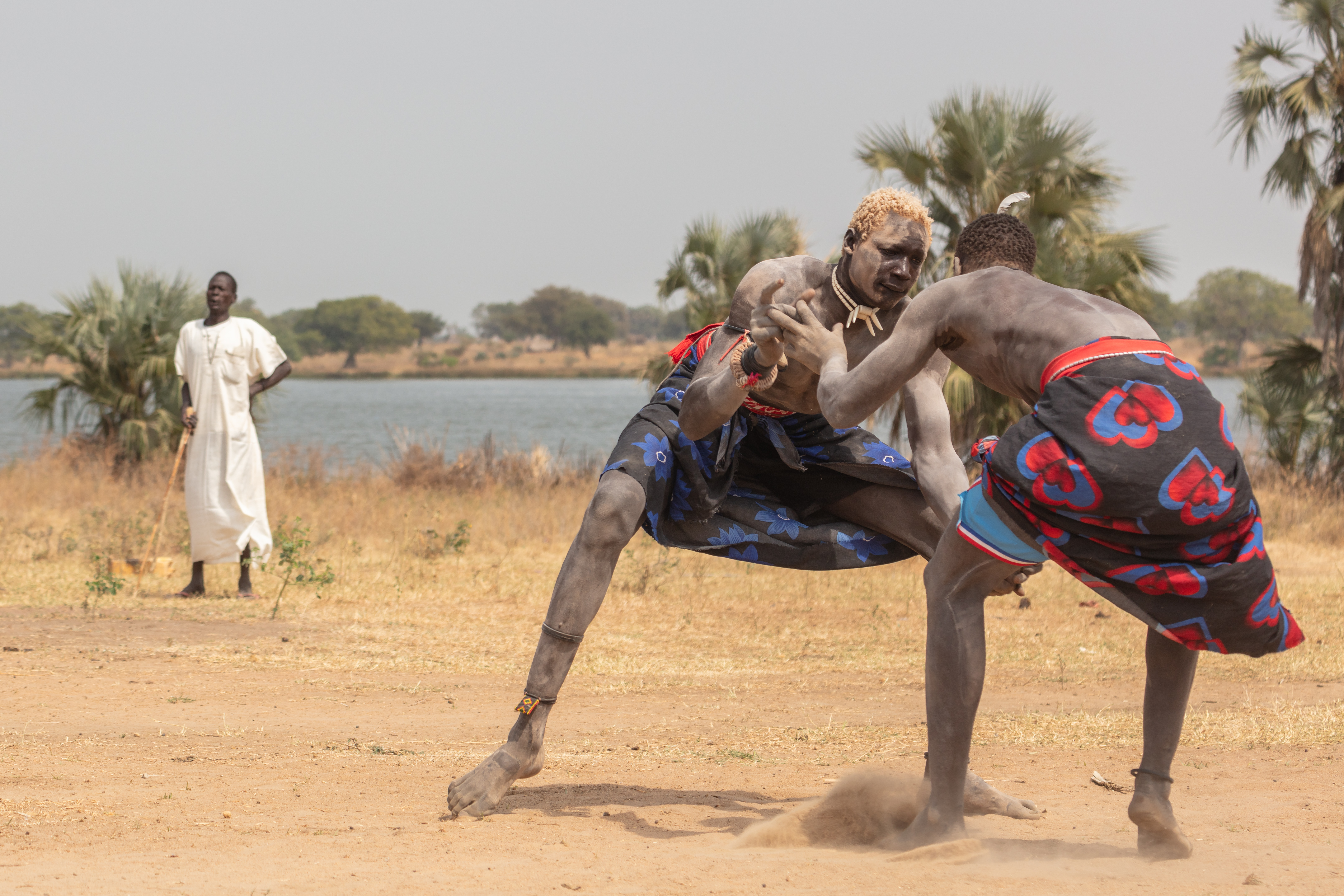
من أجواء المصارعة.
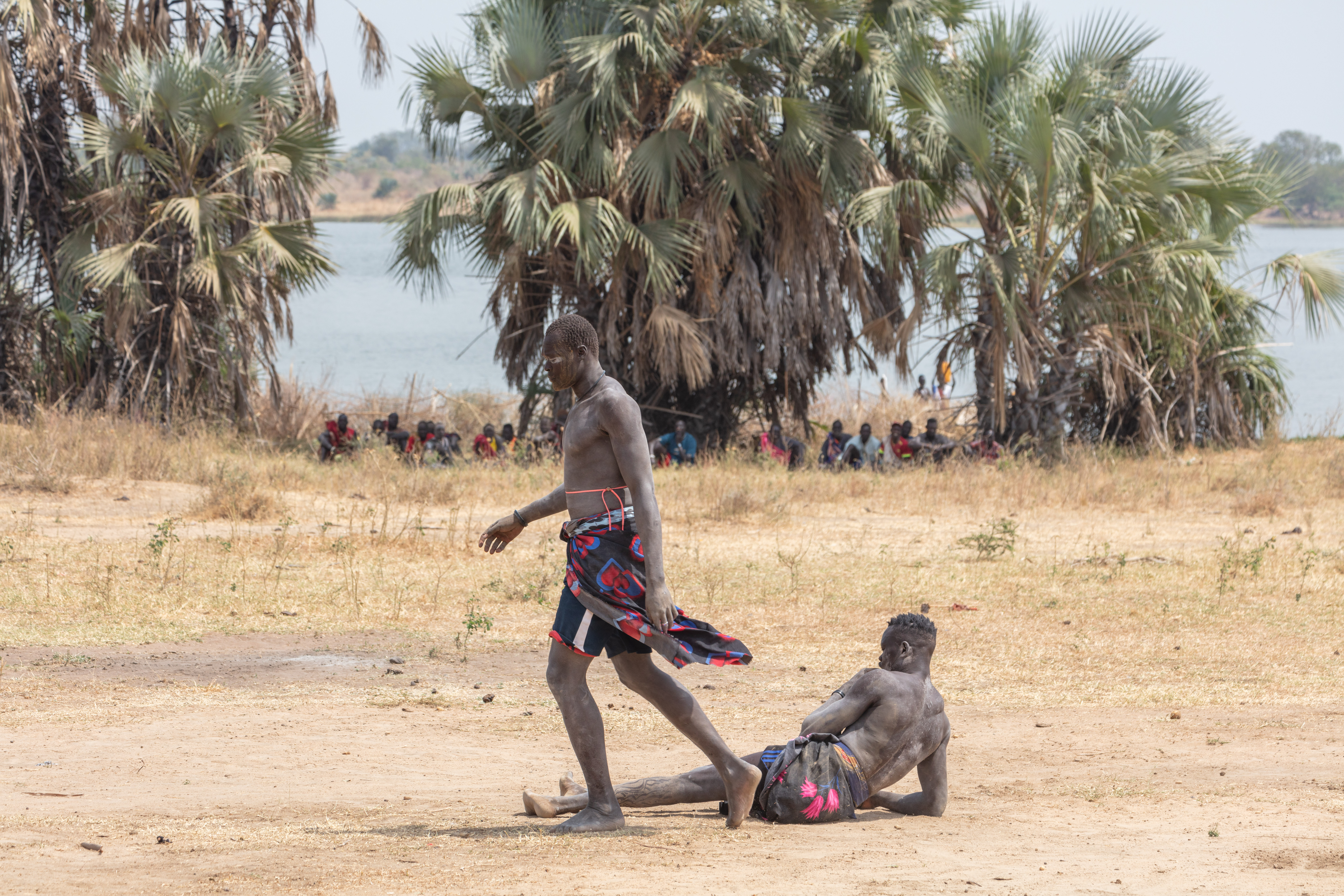
اسقاط أحد المتنافسين وانتهاء المباراة